# Diplotaxis siettiana
Diplotaxis siettiana  (лат.) — вид двудольных цветковых растений семейства Капустные (Brassicaceae) рода Diplotaxis. Ранее считалось, что цветок вымер к 1979 году, однако в 1999 году был найден на крохотном испанском островке Альборан в Средиземном море. Находится под угрозой исчезновения.